# Pruszewiec
Pruszewiec ist ein Dorf der Gemeinde Pobiedziska im Powiat Poznański in der Woiwodschaft Großpolen im westlichen Zentral-Polen. Der Ort befindet sich etwa 9 km nordwestlich von Pobiedziska und 23 km nordöstlich der Landeshauptstadt Poznań. Der Ort gehört zum Schulzenamt Stęszewko.

## Geographie
Der Ort grenzt an den Naturpark Puszcza Zielonka.

## Geschichte
Der Ort gehörte nach der Zweiten Teilung Polens 1793 zum Kreis Schroda und ab 4. Januar 1900 zum Kreis Posen-Ost. Das Gemeindelexikon für das Königreich Preussen von 1905 gibt für den Ort unter dem Namen Pruschewitz 17 bewohnte Häuser auf 296,9 ha Fläche an. Die 132 Bewohner, die sich aus 81 deutschsprechenden Protestanten und 50 polnischsprechenden Katholiken, sowie einem mit deutscher Muttersprache zusammensetzten, teilten sich auf 21 Mehrpersonenhaushalte und einen Bewohner mit eigenem Haushalt auf. Die evangelische Gemeinde gehörte zum Kirchspiel Jerzykowo, die katholische zum Kirchspiel Wronczyn. Für den 1. Januar 1908 wird angegeben, dass der Ort Teil des Polizeidistriktes Pudewitz war. 1910 hatte der Ort 125 Einwohner.  Mit der Besetzung durch Deutschland im Zweiten Weltkrieg wurde der Ort am 26. Oktober 1939 von Pruszewice wieder in Pruschewitz umbenannt.
In den Jahren 1975 bis 1998 gehörte der Ort zur Woiwodschaft Posen.